# Флорианская улица
Флорианская улица (пол. Ulica Floriańska w Krakowie) — одна из главных улиц Старого города Кракова и одна из самых известных улиц города. Она является частью правильного сеточного плана Старого города, города купцов, который увеличил средневековый центр города и был составлен в 1257 году после разрушения Кракова в результате монгольского нашествия 1241 года.
Флорианская улица впервые упомянута на плане 1257 года по расширению города, и её название с тех пор не менялось. Она знаменует собой начало Королевской дороги в Кракове и простирается от северо-западного конца площади Главный Рынок до знаковых Флорианских ворот. Её длина составляет 335 метров. В настоящее время по адресу Флорианская улица числятся 51 здание (чётные до номера 44, а нечётные — до 57). Улица носит имя святого Флориана Лорхского.
В 1882 году на улице начала работать первая линия конного трамвая. В 1901 году она была преобразована в электрическую (ныне несуществующую).

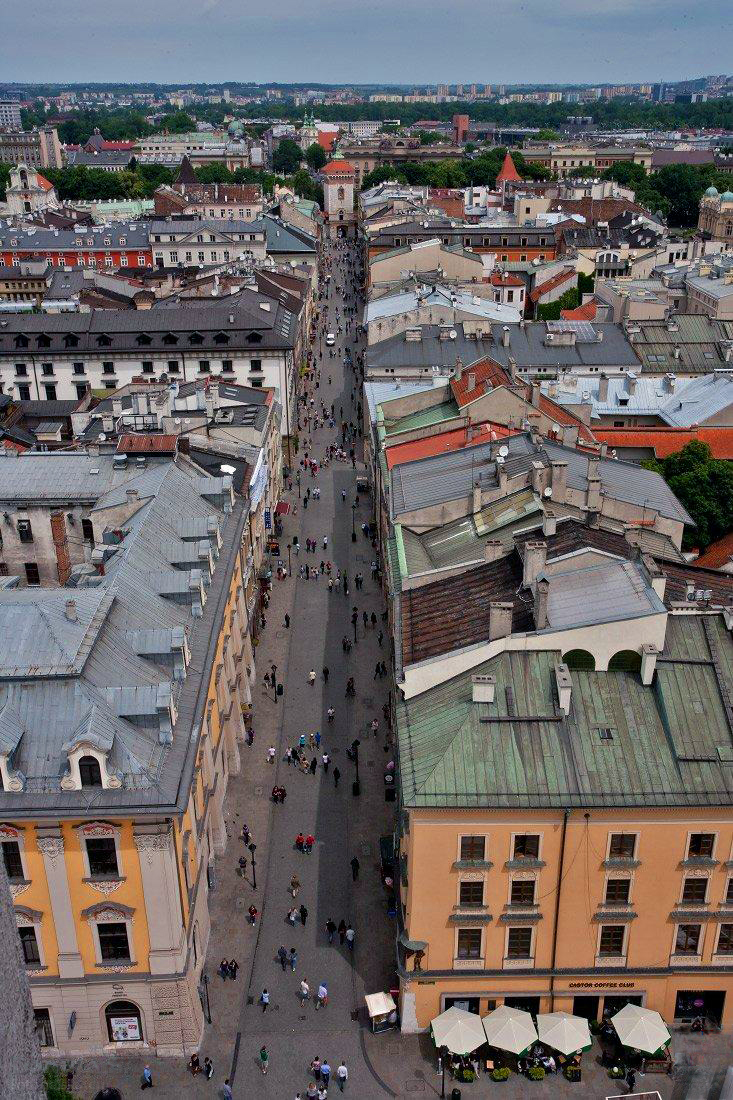
Вид на Флорианскую улицу с Мариацкого костёла

Вдоль Флорианской улицы расположен ряд достопримечательностей и памятников, выполненных в различных архитектурных стилях. Они включают в себя Музей фармацевтики Медицинского колледжа Ягеллонского университета (пол. Muzeum Farmacji Collegium Medicum Uniwersytetu Jagiellońskiego), Дом под неграми (пол. Kamienica Pod Murzynami), Дом Монетного двора (пол. Kamienica Mennica), Дом под ангелом (пол. Kamienica pod Aniołkiem), Дворец Квитов (пол. Pałac Kmitów), кафе Яма Михалика и другие. Северо-западный конец улицы проходит через Ворота Святого Флориана.
Ныне Флорианская улица притягивает многочисленных туристов, во многом за счёт своих магазинов, ресторанов, кафе и других подобных заведений. В 2007 году польский журнал Wprost поставил её на третье место в списке самых престижных улиц в Польше (и на первое в самом Кракове) позади лишь варшавских улиц Новый Свят и Краковское предместье. В 2011 и 2013 годах арендная плата за помещения на Флорианской улице была второй по величине в Польше, уступая только варшавскому Новому Святу.